# Biatoropsis
Biatoropsis Räsänen – rodzaj grzybów z rzędu trzęsakowców (Tremellales). W Polsce występuje jeden gatunek (grzyb naporostowy).

## Charakterystyka
Grzyby tremelloidalne z woskowo-żelatynowatymi bazydiokarpami o zmiennej formie i kolorze. Strzępki miąższu bez sprzążek, ssawki tremelloidalne. W hymenium liczne probazydia z maczugowatymi komórkami, bez lub ze sprzążkami, brak strzępek i cystyd. Dojrzałe podstawki maczugowate do półcylindrycznych, poprzecznie przedzielone, epibazydia półcylindryczne. Bazydiospory prawie kuliste do elipsoidalnych, z wyraźnym bocznym apiculusem, kiełkujące za pomocą strzępki rostkowej. W anamorfach powszechne są konidia katenulatalne; jeden raz zaobserwowano konidia księżycowate; u jednego gatunku podstawki działają jak komórki konidiotwórcze wytwarzając bezprzegrodowe, szkliste konidia.
Rodzaj Biatoropsis początkowo został opisany dla niezwykłego owocnika przypominającego małego Biatora zaliczanego do typu workowców, ale później został rozpoznany jako przedstawiciel gatunku podstawczaków należącego do Tremellales. Wszystkie gatunki to grzyby naporostowe powodujące tworzenie się galasów na plechach Usnea i Protousnea.

## Systematyka i nazewnictwo
Pozycja w klasyfikacji według Index Fungorum: Incertae sedis, Tremellales, Incertae sedis, Tremellomycetes, Agaricomycotina, Basidiomycota, Fungi.
Gatunki:
- Biatoropsis hafellneri Millanes, Diederich, M. Westb. & Wedin 2016
- Biatoropsis millanesiana Diederich & Wedin 2020
- Biatoropsis minuta Millanes, Diederich, M. Westb. & Wedin 2016
- Biatoropsis protousneae Millanes, Diederich, M. Westb. & Wedin 2016
- Biatoropsis usnearum Räsänen 1934 – biatoropsis brodaczkowy

Nazwy naukowe według Index Fungorum, nazwa polska według W. Fałtynowicza.